# Mare per força
 Mare per força  (original: Bachelor Mother) és una comèdia americana de Garson Kanin estrenada el 1939 i doblada al català

## Argument
Polly Parrish (Ginger Rogers) és venedora dels grans magatzems John B. Merlin and Son a la Ciutat de Nova York i li acaben de dir que quan acabi la temporada de Nadal serà acomiadada. Durant la pausa per dinar, veu un desconegut deixant una criatura a les escales d'un orfenat. Tement que la criatura anirà a terra, Polly l'agafa mentre s'obre la porta, i la confonen equivocadament amb la mare.
David Merlin (David Niven), el fill playboy del propietari de la botiga, J.B. Merlin (Charles Coburn), és compassiu amb la "mare soltera" i disposa que recuperi la seva feina. Mrs. Weiss (Ferike Boros), la llogatera de Polly, s'ofereix a tenir cura del nen quan Polly sigui a la feina. Incapaç de convèncer ningú que no és la mare, Polly es rendeix i comença a criar el nen.

## Repartiment
- Ginger Rogers: Polly Parrish
- David Niven: David Merlin
- Charles Coburn: John B. Merlin
- Frank Albertson: Freddie Miller
- E.E. Clive: Majordom
- Elbert Coplen Jr.: Johnnie
- Ferike Boros: Sra. Weiss
- Ernest Truex: Freddie Miller

## Nominacions
- Oscar al millor guió original 1940 per Felix Jackson

## Al voltant de la pel·lícula
Una joguina derivada del cèlebre ànec de Disney, Ànec Donald, fa un paper important en diverses seqüències de la pel·lícula.

## Producció
La pel·lícula va ser produïda per la RKO Radio Pictures (Presents) (com RKO Radio Pictures, Inc) 

## Distribució
Distribuïda per la RKO Radio Pictures, la pel·lícula va ser estrenada als cinemes dels EUA el 4 d'agost després de ser presentat en l'estrena el 30 juny de 1939 a Nova York.